# Americano FC
Americano Futebol Clube – brazylijski klub piłkarski z siedzibą w mieście Campos dos Goytacazes leżącym w stanie Rio de Janeiro.

## Osiągnięcia
- Campeonato Fluminense (5) (dawne mistrzostwa stanu Rio de Janeiro): 1964, 1965, 1968, 1969, 1975
- Copa Rio: 2018
- Taça Guanabara: 2002
- Taça Rio: 2002

- Campeonato da Cidade de Campos (27) (mistrzostwa miasta Campos): 1915, 1919, 1921, 1922, 1923, 1925, 1930, 1934, 1935, 1939, 1944, 1946, 1947, 1950, 1954, 1964, 1965, 1967, 1968, 1969, 1970, 1971, 1972, 1973, 1974, 1975, 1977.

## Historia
Americano założony został 1 czerwca 1914 przez dwóch braci Bertoni, którzy byli Urugwajczykami. Inspiracją do założenia klubu był mecz pomiędzy klubem America FC a reprezentacją miasta Campos, wygrany 3:1 przez klub América. Początkowo nowy klub miał mieć identyczną nazwę jak drużyna z Rio de Janeiro, czyli América Football Club.
W 2002 Americano wygrał Taça Guanabara i Taça Rio, przegrał jednak (0:2 i 1:3) z Fluminense FC finał mistrzostw stanu (Campeonato Carioca). W 2004 Americano dotarł do finałowej czwórki III ligi brazylijskiej (Campeonato Brasileiro Série C), zajmując ostatecznie 3. miejsce za klubami União Barbarense i Gama, co dało awans do II ligi brazylijskiej (Campeonato Brasileiro Série B).